# Lithophyllum margaritae
Lithophyllum  margaritae (Hariot) Heydrich, 1901  é o nome botânico  de uma espécie de algas vermelhas pluricelulares do gênero Lithophyllum, família Corallinaceae.
- São algas marinhas encontradas no México (Baixa Califórnia).

## Sinonímia
- Lithothamnion margaritae  Hariot, 1895